# Lichaam (meetkunde)

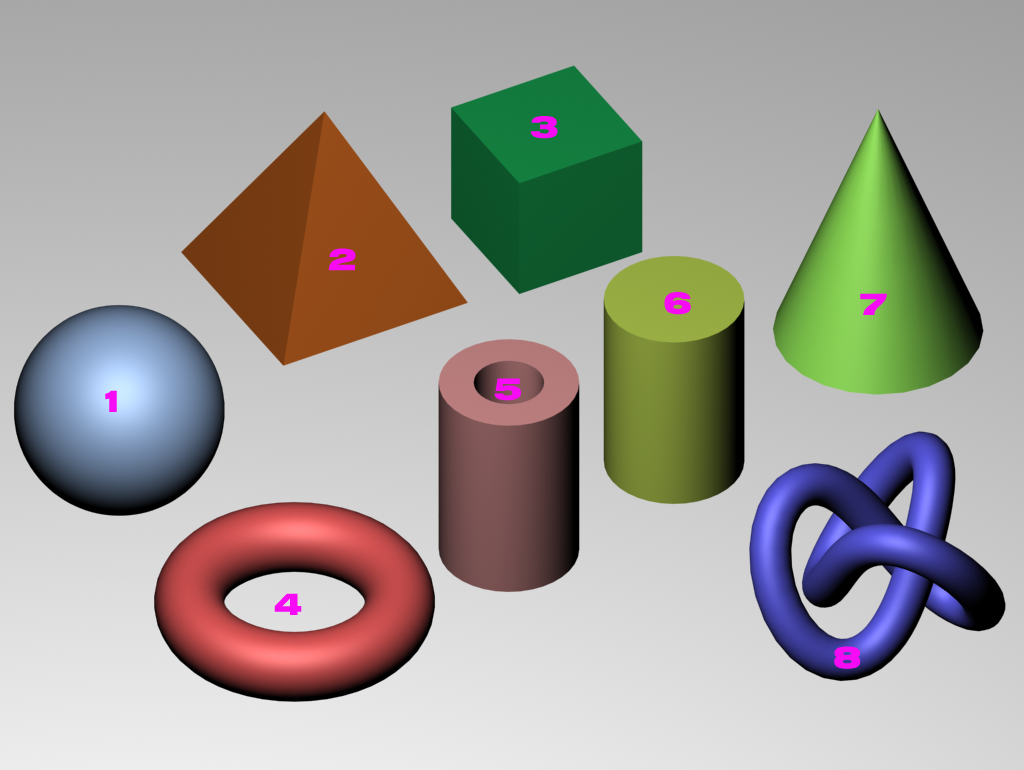
Geometrische figuren: 1. Bol, 2. Piramide, 3. Kubus, 4. Torus, 5. Buis, 6. Cilinder, 7. Kegel, 8. Torusknoop

In de meetkunde is een lichaam of een ruimtelijke figuur een driedimensionaal wiskundig object. Een lichaam is een 'uit één stuk opgebouwd' deel van de ruimte {\displaystyle \mathbb {R} ^{3}}. Dat betekent dat bekend is welke gebieden binnen en welke gebieden buiten het lichaam vallen. De vorm van een lichaam kan variëren van eenvoudig tot complex.
Voorbeelden van lichamen zijn:
- bol
- kubus
- piramide

Lichamen kunnen op verschillende manieren worden beschreven:
- door een vergelijking:

{\displaystyle x^{2}+y^{2}\leq 25,\ -5\leq z\leq 5}
De punten {\displaystyle (x,y,z)} die aan deze vergelijking voldoen vormen een cilinder.
- met behulp van constructieve ruimtemeetkunde

Een lichaam {\displaystyle L}, zodanig dat ieder lijnstuk, dat twee punten in {\displaystyle L} met elkaar verbindt, geheel in {\displaystyle L} ligt, heet convex.